# Кубики льоду

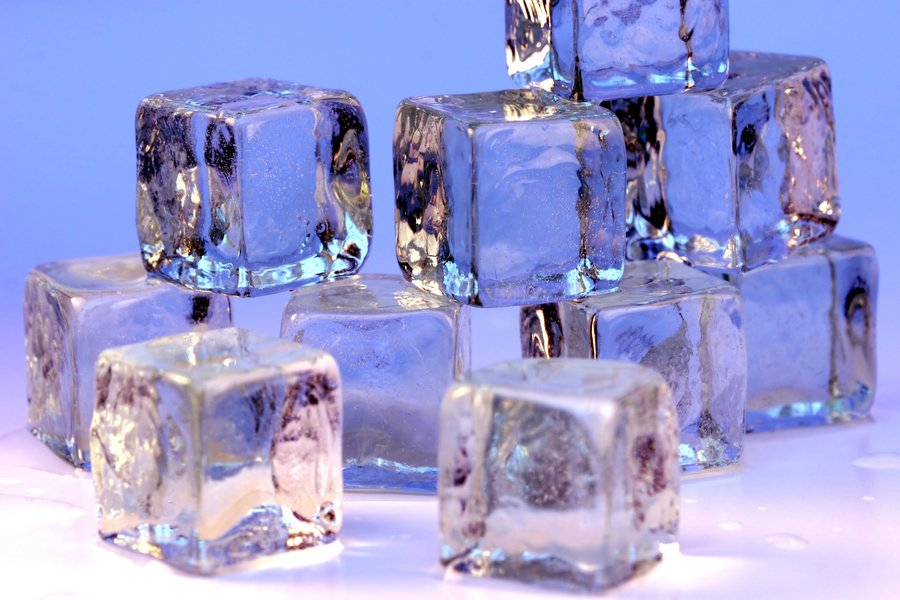
Кубики льоду

Кубики льоду, крижані кубики — маленькі шматочки льоду кубічної форми, які використовують здебільшого для охолодження напоїв, коктейлів. Можуть важити від 13 до 33 грамів.
Часто їх виготовляють заморожуванням води в формочках у холодильнику. Форми для заморозки льоду винайшов Ллойд Грофф Копман (Lloyd Groff Copeman). Існують також спеціальні машини для їх виготовлення — льодогенератори. Іноді замість чистої води використовують сік, а іноді всередину кубиків кладуть квіти для краси.
Також кубики льоду використовують у косметології та виготовленні свічок.

### Покришений лід
Покришений лід виготовляють з розчавлених або зіструганих в крихти неправильної форми кубиків для естетичного оформлення деяких коктейлів. Також його використовують коли потрібне швидше охолодження, бо воно залежить від кількості і середнього радіусу книжаних часток. Також лід часто кришать аби сформувати слаші, які можуть бути як алкогольними так і неалкогольними. Покришений лід тане швидше: через більшу площу поверхні тепло передається швидше.

## Цікаві факти
- Нейтринний телескоп IceCube на Південному полюсі використовує як мішень кубічний кілометр льоду, означає «кубик льоду».
- Ім'я американського репера Ice Cube перекладається як «Кубик льоду».
- Існують спеціальні форми для виготовлення крижаних чарок для міцних напоїв.[6]